# Neobisium rhodium
Neobisium rhodium är en spindeldjursart som beskrevs av Beier 1962. Neobisium rhodium ingår i släktet Neobisium och familjen helplåtklokrypare. Inga underarter finns listade i Catalogue of Life.